# ميخائيل جادج
ميخائيل جادج (بالإنجليزية: Michael Judge)‏ هو لاعب سنوكر أيرلندي، ولد في 12 يناير 1975 في دبلن في جمهورية أيرلندا.

## روابط خارجية
- ميخائيل جادج على موقع CueTracker.net (الإنجليزية)
- ميخائيل جادج على موقع بطولة العالم للسنوكر (الإنجليزية)